# Praia Brava (Itajaí)
A Praia Brava é uma praia localizada na cidade de Itajaí, no estado brasileiro de Santa Catarina. Com um mar bastante agitado, é um dos principais pontos do litoral catarinense para a prática de campeonatos internacionais de surfe e jet ski. 
Praia Brava é o bairro mais nobre de Itajaí. Em 2023, ela foi a região com o maior PIB do estado, de R$ 47 bilhões. De acordo com a FileZap, em 2023 Praia Brava tinha o terceiro metro quadrado mais caro do Brasil.